# Astragalus kessleri
Astragalus kessleri är en ärtväxtart som beskrevs av Ernst Rudolf von Trautvetter. Astragalus kessleri ingår i släktet vedlar, och familjen ärtväxter. Inga underarter finns listade i Catalogue of Life.